# الیزابت مانتگامری
الیزابت ویکتوریا مونت‌گومری (به انگلیسی: Elizabeth Victoria Montgomery) یک بازیگر آمریکایی است که دورهٔ بازیگریش پنج دهه به طول انجامید. او بیشتر در نقش «سامانتا استیونز» در سریال افسونگر در یاد مردم مانده‌است.

## زندگی‌نامه
او فرزند دو بازیگر بود. خواهرش در نوزادی مرد و برادرش سال ۱۹۳۶ زاده شد. بعد از فارغ‌التحصیلی از دبیرستان، به مدت سه سال به آکادمی هنر پیوست.

## شغل

### دوران اولیه کارش
او نمایش ماشین‌های مختلف در تلویزیون را به عهده داشت. در چند درام تلویزیونی حضور پیدا کرد. در ۱۹۷۰ به خاطر نقشش در فیلم «غیرقابل‌تماس‌ها» برنده جایزه امی شد. او در این فیلم نقش یک روسپی جنوبی را در کنار دیوید وایت، که بعدها در سریال افسونگر نقش رئیس «دارن» را بر عهده داشت، بازی کرد.

### افسونگر
او نقش اصلی را در سریال افسونگر بازی کرد و در نقش یک جادوگر دوست‌داشتنی در کنار دیک یورک که نقش همسرش را ایفا می‌کرد، ظاهر شد. افسونگر در ارزیابی‌ها رتبه نخست و بیشترین تعداد بیننده در تاریخ سینما را تا آن زمان به دست آورد. این سریال به مدت هشت سال از ۱۹۶۴ تا ۱۹۷۲ به نمایش گذاشته شد و همچنان دی‌وی‌دی‌های این سریال در سراسر جهان به فروش می‌رسد. از طرف هالیوود «چراغ سبز» برای سری نهم این سریال نیز داده می‌شود ولی الیزابت نپذیرفت؛ زیرا خواهان بازی در کارهای جدید بود.
الیزابت پنج جایزه امی و چهار گولدن گلوب برای نقش سامانتا در افسونگر دریافت کرد.

### پس از افسونگر
او بعد از افسونگر در نقش‌های ظاهر شد که با طبیعت مهربان و زیبای او در نقش سامانتا فاصله زیادی داشت. از میان نقش‌های بعدی او می‌توان به نقش یک متجاوز به عنف در فیلم «قضیه تجاوز» اشاره کرد که البته برنده جایزه امی نیز شد. او به بازی در این نقش‌های عجیب ادامه داد. برای مثال در ۱۹۷۷ نقش یک پلیس مخفی که با همکارش رابطه جنسی برقرار می‌کند را بازی کرد. او سپس نقش یک پرستار تروریست را بازی کرد که به کشتن افراد می‌پرداخت.

## زندگی شخصی

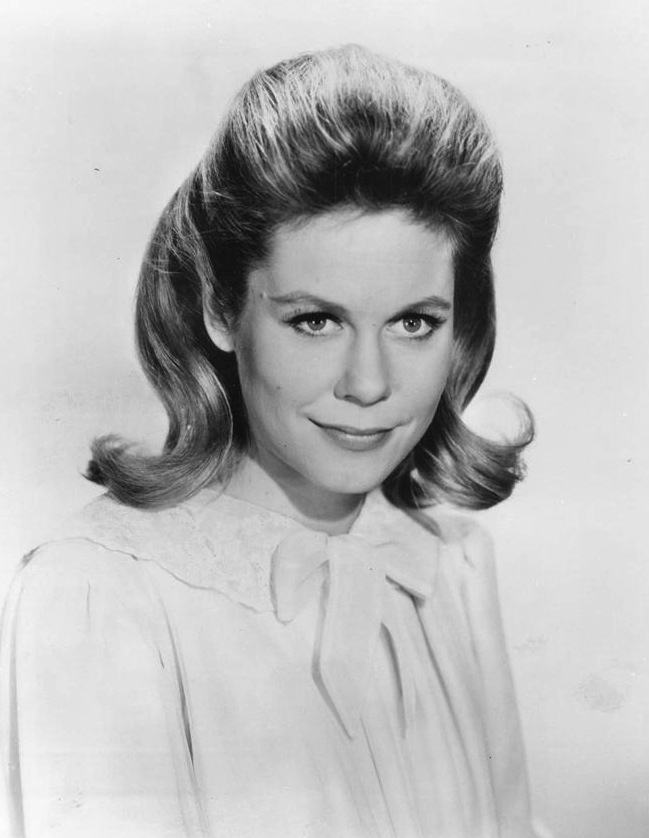

او سال ۱۹۵۴ برای نخستین بار ازدواج کرد. سپس از ۱۹۵۶ تا ۱۹۶۳ با بازیگر گیگ یانگ و بعد با کارگردان و تهیه‌کننده ویلیام اشر از ۱۹۶۳ تا ۱۹۷۳ ازدواج کرد. از اشر سه بچه داشت که دو حاملگی آخرش با افسونگر تداخل کرد که در همان زمان سامانتا نیز در فیلم، حامله بود. در ۱۹۷۱ وقتی که فصل آخر سریال افسونگر را بازی می‌کرد با کارگردان ریچارد مایکلز آشنا شد و به او دل بست. پس از پایان فصل آخر آن دو با هم در یک خانه به زندگی پرداختند که البته گفته می‌شود یکی از دلایل الیزابت در پایان دادن به افسونگر نیز همین بوده‌است. رابطه آن‌ها دو سال و نیم به طول انجامید. او وارد ازدواج چهارم و آخرش با بازیگر رابرت فاکس‌ورت در ۱۹۹۳ می‌شود. آن دو بعد از نزدیک به بیست سال زندگی مشترک با یکدیگر با هم ازدواج کردند. الیزابت تا آخر عمرش با رابرت زندگی کرد. او نه سال پس از ازدواج آخرش مرد.

### تمایلات سیاسی
لیزا یکی از منتقدان جدی جنگ با ویتنام بود. او و دیک سرجنت (نقش همسر سامانتا) که دوستان خوبی برای یکدیگر ماندند، طرفدار پر و پا قرص حقوق زنان و هم‌جنس‌گرایان بودند که برخلاف دیدگاه پدر مذهبی‌اش بود.

### فعالیت‌های انسان‌دوستانه
در سال آخر عمرش به یک سازمان خیریه که برای معلولین سی‌دی‌های مخصوصی تولید می‌کردند، کمک کرد. او بسیار به انجمن معلولین کمک کرد به‌طوری‌که در نهایت او را به ریاست این سازمان منصوب کردند.

## مریضی و مرگ
در بهار ۱۹۹۵ تشخیص داده شد که او دچار سرطان روده شده‌است. او در حین فیلم‌برداری بود و نسبت به نشانه‌های این بیماری که شبیه سرماخوردگی بود، بی اعتنا بود. وقتی که سرطان تشخیص داده شد، دیگر از مرحله درمان گذشته بود. او بدون داشتن امیدی برای بهبود، از بیمارستان به خانه‌اش رفت؛ زیرا دوست نداشت در بیمارستان بمیرد. او در ۱۸ می۱۹۹۵ در کنار همسر و فرزندانش، پس از هشت ماه از تشخیص بیماریش، در سن ۶۲ سالگی درگذشت.

## پس از مرگ
کلیه لباس‌هایش به نفع سازمان خیریه ایدز، به حراج گذاشته شد. ارین مورفی که نقش دختر سامانتا را در افسونگر بازی می‌کرد، لباس‌ها را برای نمایش به مردم به تن کرد و مدلینگ این کار را پذیرفت. در ژوئن ۲۰۰۵ مجسمه‌ای از الیزابت مانتگامری در نقش سامانتا در ماساچوست ساخته شد. در ۲۰۰۸ هالیوود در مراسم «مفاخر» خود از او تقدیر به عمل آورد.